# Interação spin-órbita
Na física quântica, a interação spin-órbita (também chamado efeito spin-órbita ou acoplamento spin-órbita) é qualquer interação de partículas de spin com seu movimento. O primeiro e mais conhecido exemplo disto é que a interação spin-órbita provoca mudanças nos níveis de energia atômica de elétrons devido a uma interação entre o momento de dipolo magnético do spin e o campo magnético interno do átomo gerado pela órbita do elétron em torno do núcleo. Isto é detectável como uma divisão de linhas espectrais. Um efeito similar, devido à relação entre o momento angular e da força nuclear forte, ocorre por prótons e nêutrons em movimento dentro do núcleo, levando a uma mudança nos seus níveis de energia no modelo de concha do núcleo. No campo da spintrônica, os efeitos spin-órbita de elétrons em semicondutores e outros materiais são explorados para aplicações tecnológicas. A interação spin-órbita é uma das causas da anisotropia magnetocristalina.

## Momentos angulares e momentos magnéticos (imagem semi-clássica)
Uma corrente numa espira tem associado a ela um momento magnético dado por:  
{\displaystyle {\vec {\mu }}=I.{\vec {A}}} .
Nessa expressão {\displaystyle \scriptstyle I} é a intensidade da corrente e {\displaystyle \scriptstyle {\vec {A}}} é o vetor área cuja direção é perpendicular ao plano da espira e o sentido é consistente com a regra do parafuso de rosca direita:
{\displaystyle A=\pi .r^{2}}
e i  = carga do electrão X número de vezes por segundo que o electrão passa num dado ponto = e.f onde f é a frequência de rotação do electrão.
Módulo do momento de dípolo magnético 
{\displaystyle |{\vec {\mu }}|=I.A=(e.f).(\pi .r^{2})}
Cuja direção é oposta a do momento angular orbital {\displaystyle \scriptstyle {\vec {L}}} porque o electrão possui carga negativa.
Agora
{\displaystyle |{\vec {L}}|=m.v.r=.(2\pi .f.r)r=2mf\pi .r^{2}={\frac {2m}{e}}.|{\vec {\mu }}|}
Portanto
{\displaystyle {\vec {\mu }}={\frac {e}{2m}}.{\vec {L}}} (Z)
Dado que o momento angular é quantizado, temos:  
{\displaystyle {\vec {I}}=m\hbar {\hat {I}}}
Na primeira órbita de Bohr, m = 1 e a equação (Z) torna-se  
{\displaystyle {\vec {\mu }}_{i}={\frac {-e\hbar {\hat {I}}}{2m}}=-{\vec {\mu }}_{B}{\hat {I}}} (Y)
onde {\displaystyle \mu _{B}} é chamado magnetão de Bohr e o seu valor é dado por 
{\displaystyle \mu _{B}={\frac {e\hbar }{2m}}}

Pode-se ver da Equação (Y) que {\displaystyle \scriptstyle {\vec {\mu }}_{i}} é anti-paralelo ao momento angular orbital.
O rácio entre o momento magnético e o momento angular orbital é chamado o rácio giromagnético clássico, 
{\displaystyle \gamma _{i}={\Bigg |}{\frac {{\vec {\mu }}_{i}}{\vec {I}}}{\Bigg |}={\frac {e}{2m}}={\frac {\mu _{B}}{\hbar }}} (X)
O momento angular de spin também possui um momento magnético a ele associado.
O seu rácio giromagnético é aproximadamente duas vezes o valor clássico para o momento orbital, isto é,
{\displaystyle \gamma _{s}={\Bigg |}{\frac {{\vec {\mu }}_{s}}{\vec {S}}}{\Bigg |}={\frac {e}{m}}} (K)
Isso significa que o spin é duas vezes mais eficaz em produzir um momento magnético do que o momento angular. 
Equações (X) e (K) são muitas vezes combinados, escrevendo 
{\displaystyle \gamma ={\frac {ge}{2m}}}
onde a grandeza  g é chamada o fator de divisão espectroscópico.  
Para momentos angulares orbitais g = 1, para spin apenas g ≈ 2 (embora
experimentalmente g = 2 004). 
Para os Estados que são misturas de momento angular orbital e momento angular de spin, g não é inteiro . 
Dado que
{\displaystyle s={\frac {1}{2}}\hbar }
O momento magnético devido ao spin do electrão é:  
{\displaystyle \mu _{s}=\gamma _{s}|{\vec {s}}|={\frac {e}{m}}.{\frac {\hbar }{2}}=\mu _{B}}
Assim, a menor unidade de momento magnético para o electrão é o magnetão de Bohr, quer se combine momento angular orbital ou spin.

## A interação spin-órbita (mecânica quântica)
Na inclusão introdutória do spin na função de onda de Schrodinger, supõe-se que as coordenadas do spin são independentes das coordenadas do espaço de configuração.
Assim, a função de onda total é escrita como uma função de produto. 
{\displaystyle \Psi _{\text{total}}=\psi _{nlm}(r,\theta ,\phi ).\chi (spin).e^{-iE_{n}t/\hbar }}
{\displaystyle \Psi _{\text{total}}={\Bigg |}R_{nl}.e^{-i.E_{n}{\frac {t}{\hbar }}}{\Bigg \rangle }.|l,m\rangle .|s,m_{s}\rangle } (P)
A suposição feita acima implica que não existe interação entre L e S, i.e 
{\displaystyle \lfloor {\hat {L}},{\hat {S}}\rfloor =0}
Neste caso, {\displaystyle \scriptstyle \Psi _{\text{total}}} é uma auto-função de ambos {\displaystyle \scriptstyle L_{z}} e {\displaystyle \scriptstyle S_{z}}  e portanto {\displaystyle \scriptstyle m_{l}} e {\displaystyle \scriptstyle m_{s}} são bons números quânticos; em outras palavras, as projeções de {\displaystyle \scriptstyle {\vec {L}}} e {\displaystyle \scriptstyle {\vec {S}}} são constantes do movimento.
Mas na verdade existe uma interação entre {\displaystyle \scriptstyle {\vec {L}}} e {\displaystyle \scriptstyle {\vec {S}}} chamada interação Spin-Órbita expressa em termos da grandeza {\displaystyle \scriptstyle {\vec {L}}.{\vec {S}}}.
Dado que {\displaystyle \scriptstyle {\vec {L}}.{\vec {S}}} não comuta quer com {\displaystyle \scriptstyle {\vec {L}}} ou com {\displaystyle \scriptstyle {\vec {S}}}, a equação (P) torna-se incorreta e {\displaystyle \scriptstyle m_{l}} e {\displaystyle \scriptstyle m_{s}} deixam de ser bons números quânticos. 
Nós imaginamos a interação spin-órbita como o momento magnético spin estacionária interagindo com o campo magnético produzido pelo núcleo orbitante. 
No sistema de referência de repouso do electrão, há um campo eléctrico  
{\displaystyle {\vec {\varepsilon }}={\frac {Ze}{r^{2}}}{\hat {r}}}
Onde {\displaystyle \scriptstyle {\hat {r}}} dirige‐se do núcleo em direção ao electrão. 
Assumindo que {\displaystyle \scriptstyle {\vec {v}}} é a velocidade do electrão no sistema de referência de repouso do núcleo, a corrente produzida pelo movimento nuclear é: 
{\displaystyle {\vec {j}}=-{\frac {Ze}{c}}{\vec {v}}}
No sistema de referência de repouso do electrão.
Portanto 
{\displaystyle {\vec {H}}_{e}=-{\frac {Ze}{c}}{\frac {{\vec {v}}\wedge {\hat {r}}}{r^{2}}}=-{\frac {1}{c}}{\vec {v}}\wedge {\vec {\varepsilon }}}
O momento de spin do electrão realiza um movimento precessional neste campo com frequência de Larmor:  
{\displaystyle {\vec {\omega }}_{e}=\gamma {\vec {H}}_{e}=-{\frac {e}{m_{0}c^{2}}}{\vec {v}}\wedge \varepsilon }
Com energia potencial 
{\displaystyle E_{e}=-{\vec {\mu }}_{s}.{\vec {H}}_{e}=-{\vec {\omega }}_{e}.{\vec {S}}}
As equações acima são válidas no quadro de referência de repouso electrão.
A Transformação para o sistema de referência de repouso do núcleo introduz um fator de ½ - chamado o fator de Thomas. [Isto pode ser mostrado, calculando o tempo dilatado entre os dois sistemas de referência em repouso].
Portanto, um observador no sistema de referência de repouso do núcleo poderia observar o electrão a realizar um movimento de precessão com uma velocidade angular de  
{\displaystyle {\vec {\omega }}_{L}=-{\frac {e}{2m_{0}c^{2}}}{\vec {v}}\wedge {\vec {\varepsilon }}} (T)
e por uma energia adicional dada por  
{\displaystyle \Delta E=-{\frac {1}{2}}{\vec {\omega }}_{e}.{\vec {S}}}
As duas Eqs acima podem ser colocadas em uma forma mais geral, restringindo o V ser qualquer potencial central com simetria esférica. 
De forma que 
{\displaystyle {\vec {F}}=-{\hat {r}}{\frac {\partial V}{\partial r}}=e{\vec {\varepsilon }}}
e então
{\displaystyle {\vec {v}}\wedge {\vec {\varepsilon }}={\frac {1}{e}}{\frac {\partial V}{\partial r}}{\vec {v}}\wedge {\vec {r}}={\frac {1}{em_{0}}}{\frac {1}{r}}{\frac {\partial V}{\partial r}}{\vec {L}}}
A equação (T) torna-se então 
{\displaystyle {\vec {\omega }}_{L}=+{\frac {1}{2m_{0}^{2}c^{2}}}{\frac {1}{r}}{\frac {\partial V}{\partial r}}{\vec {L}}}
E a energia adicional  
{\displaystyle \Delta E=+{\frac {1}{2m_{0}^{2}c^{2}}}{\frac {1}{r}}{\frac {\partial V}{\partial r}}{\vec {L}}.{\vec {S}}}
O produto escalar 
{\displaystyle {\vec {L}}.{\vec {S}}=m\hbar s}
Para spin = ½
{\displaystyle {\vec {L}}.{\vec {S}}=m\hbar .{\frac {1}{2}}\hbar ={\frac {1}{2}}m\hbar ^{2}}
A separação energética se torna então 
{\displaystyle |\Delta E|={\frac {\hbar ^{2}m}{4m_{0}^{2}c^{2}}}{\frac {1}{r}}{\frac {\partial V}{\partial r}}}
Para o potencial de Coulomb a separação energética pode ser aproximada por:   
{\displaystyle \Delta E={\frac {\lambda _{c}^{2}mZe^{2}}{r^{3}}}}
Onde 
{\displaystyle \lambda _{c}={\frac {h}{m_{o}c}}}
é o comprimento de onda de Compton
{\displaystyle \lambda _{c}={\frac {h}{m_{o}c}}} ou {\displaystyle {\frac {\lambda _{c}}{2\pi }}}
Um resultado útil no cálculo é citado sem prova. O valor médio de {\displaystyle \scriptstyle {\frac {1}{r^{3}}}} i.e.
{\displaystyle {\Bigg \langle }{\frac {1}{r^{3}}}{\Bigg \rangle }={\frac {Z^{2}}{a_{o^{2}}n^{2}l{\Bigg (}l+{\frac {1}{2}}{\Bigg )}(l+1)}}}
para {\displaystyle \scriptstyle l\neq 0}
De modo que a separação energética se torna  
{\displaystyle \Delta E={\frac {{\bar {\lambda }}_{c}^{2}m_{i}Z^{3}e}{a_{0}^{2}n^{2}l(l+1/2)(l+1)}}}
para {\displaystyle \scriptstyle l\neq 0}

## Esquemas de acoplamento do momento angular
Consideramos até agora somente o acoplamento do spin e momento orbital de um
único electrão por meio da interação spin-órbita. Nós agora vamos considerar o caso
de dois electrões nos quais há quatro momentos constituintes. 

### O modelo de acoplamento j - j
Este modelo assume que a interação de spin-órbita domina as interações
electrostáticas entre as partículas.   
Assim, nós escrevemos para cada partícula 
{\displaystyle {\vec {J}}_{1}={\vec {L}}_{1}+{\vec {S}}_{1}\;e\;{\vec {J}}_{2}={\vec {L}}_{2}+{\vec {S}}_{2}}
O momento angular total é obtido combinando {\displaystyle \scriptstyle {\vec {J}}_{1}} e {\displaystyle \scriptstyle {\vec {J}}_{2}} : 
{\displaystyle {\vec {J}}={\vec {J}}_{1}+{\vec {J}}_{2}}.
sendo assim temos
{\displaystyle j=|j_{1}+j_{2}|,|j_{1}+j_{2}-1|,.....,|j_{1}-j_{2}|}
Ilustramos o acoplamento j-j aplicando-o a dois electrões p não equivalentes. 
Para cada electrão 
{\displaystyle j_{1}=j_{2}={\frac {1}{2}}} ou {\displaystyle {\frac {3}{2}}}
Em um campo magnético fraco, cada Estado de um determinado j irá desdobrar-se em (2j+1) estados, correspondendo aos valores permitidos de mj.
Embora o acoplamento j-j seja amplamente utilizado para a descrição dos estados nucleares observados em espectroscopia nuclear, não é adequado para muitos sistemas atómicos por causa das interações electrostáticas e outras interações entre os dois electrões.

### O esquema de acoplamento de Russell-Saunders
O modelo de acoplamento de Russell-Saunders tem sido mais bem sucedido no
enquadramento dos espectros atómicos de todos, excepto dos átomos mais pesados.
O modelo pressupõe que a interação electrostática, incluindo forças de intercâmbio, 
entre dois electrões domina a interação de spin-órbita. Neste caso, os momentos
orbitais e os spins dos dois electrões combinam separadamente para formar 
{\displaystyle {\vec {L}}={\vec {L}}_{1}+{\vec {L}}_{2}\;e\;{\vec {S}}={\vec {S}}_{1}+{\vec {S}}_{2}}
O momento angular total é dado, por
{\displaystyle {\vec {J}}={\vec {L}}+{\vec {S}}}
O valor absoluto de {\displaystyle \scriptstyle {\vec {L}}} , corresponde a:
{\displaystyle |{\vec {L}}|={\sqrt {l(l+1)}}\hbar }
onde os valores possíveis de L são:
{\displaystyle l=l_{1}+l_{2},l_{1}+l_{2}-1...l_{1}-l_{2}} para {\displaystyle l_{1}\geq l_{2}}
O número quântico l determina as características do nível:
{\displaystyle l=0,1,2...{\text{indicam os níveis}}\;S,P,D...}
l=1, corresponde ao nível P, mas não significa necessariamente que a configuração de um dos electrões esteja individualmente num estado p.
As transições ópticas seguem as seguintes regras de seleção:
{\displaystyle \Delta l=\pm 1} para um só electrão
{\displaystyle \Delta l=0,\pm 1} para o sistema total.  
significa que os estados quânticos dos dois electrões variam simultaneamente, e em direções opostas, o que só é possível quando o acoplamento é forte, como é o caso dos átomos pesados.
Para dois electrões-p não equivalente temos: 
{\displaystyle {\textbf {l}}=2,1,\;ou\;0\;e\;s=1\;ou\;0}
Para cada l e s, os valores de j são {\displaystyle |l+s|,|l+s-1|,....,|l-s|}
para cada valor de j existem  (2j+1) valores de {\displaystyle \scriptstyle m_{j}}. As combinações são dadas na tabela.
Observar-se-á que, apesar do número de Estados é uma vez mais 36 em um campo magnético fraco, as suas energias não são as mesmas que aquelas no esquema de acoplamento j-j